# Grotte de Chufín
La grotte de Chufín est une grotte ornée située près du village de Riclones, dans la commune de Rionansa, en Cantabrie, en Espagne,. Elle abrite des peintures et gravures pariétales attribuées au Solutréen (vers 20 000 ans avant le présent (AP)). Elle est inscrite sur la liste du Patrimoine mondial de l'Unesco depuis 2008, au sein de l'ensemble dénommé Grotte d'Altamira et art rupestre paléolithique du Nord de l'Espagne. Elle est protégée comme Bien d'intérêt culturel depuis 2000 (cote RI-51-0010522).

## Situation
La grotte de Chufín est située au confluent des rivières Lamasón et Nansa, dans un environnement au relief abrupt où l'on trouve plusieurs autres grottes ornées. Elle a été découverte par le photographe Manuel de Cos (es), originaire d'Herrerías (Cantabrie).

## Description
La grotte est de petite taille. Différents niveaux d'occupation ont été relevés.

## Art pariétal
Les figures pariétales sont datées d'environ 20 000 ans AP, ce qui correspond au Solutréen. Elles comprennent des gravures et des peintures rouges de cerfs, de caprins, de chevaux et de bovidés (bisons sans tête), qui sont représentés de manière très schématique.
On relève de nombreux symboles, dont certains, en forme de bâtons, sont apposés à l'intérieur du tracé des peintures animalières. Il existe également un grand nombre de dessins constitués de pointillés, parmi lesquels l'un habille un trou naturel dans la paroi pour en faire la représentation d'une vulve.

## Galerie

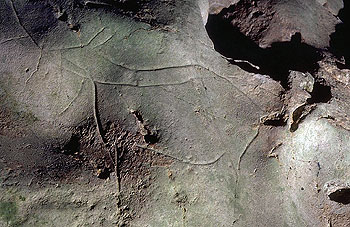
Gravure de bovidé
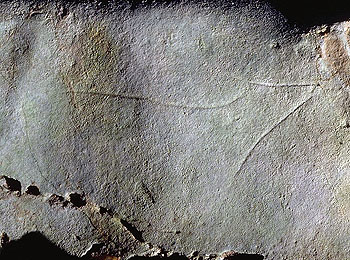
Silhouette gravée
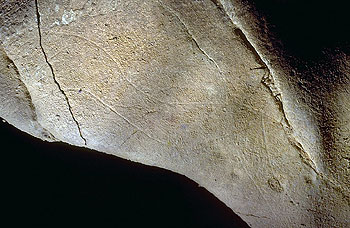
Gravure
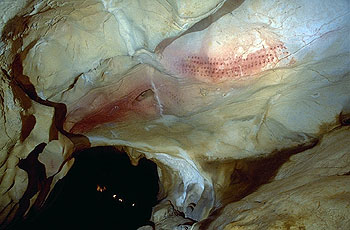
Peintures en aplat et pointillés
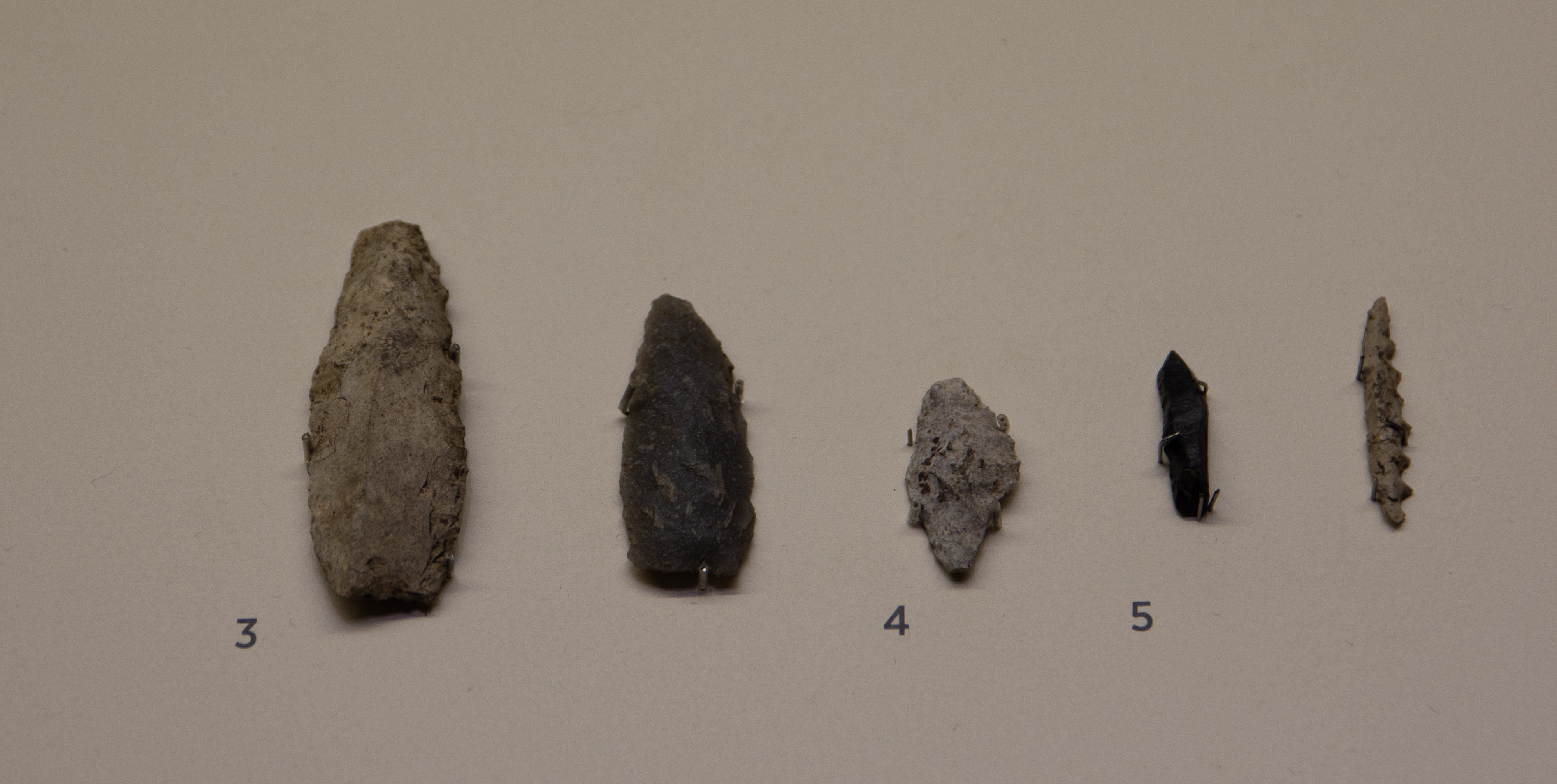
Outils lithiques solutréens